# Ужугское сельское поселение
Ужу́гское се́льское поселе́ние — упразднённое муниципальное образование в Кологривском районе Костромской области.
Административный центр — посёлок Ужуга.

## История
Ужугское сельское поселение образовано 30 декабря 2004 года в соответствии с Законом Костромской области № 237-ЗКО, установлены статус и границы муниципального образования.
Законом Костромской области от 21 мая 2021 года № 90-7-ЗКО к 31 мая 2021 года упразднено в результате преобразования муниципального района в муниципальный округ.

## Население
| 2008 | 2010 | 2012 | 2013 | 2014 | 2015 | 2016 |
| ---- | ---- | ---- | ---- | ---- | ---- | ---- |
| 711  | ↘546 | ↘498 | ↘462 | ↘431 | ↘404 | ↘400 |
| 2017 | 2018 | 2019 | 2020 |      |      |      |
| ↘367 | ↘331 | ↘300 | ↘264 |      |      |      |

## Состав сельского поселения
| № | Населённый пункт | Тип населённого пункта          | Население |
| - | ---------------- | ------------------------------- | --------- |
| 1 | Дербин           | деревня                         | ↘5        |
| 2 | Колохта          | посёлок                         | ↗203      |
| 3 | Ужуга            | посёлок, административный центр | ↗421      |